# Santino Kenyi
Santino Kenyi (* 14. August 1993 in Juba) ist ein südsudanesischer Mittelstreckenläufer. Er ist auf die Distanz von 1500 Metern spezialisiert.
Bei den Olympischen Spielen 2016 in Rio de Janeiro schied er im Vorlauf mit einer Zeit von 3:45,27 min im Wettkampf über 1500 m aus. Mit seiner Vorlaufzeit lag er in der Gesamtabrechnung der Vorläufe auf Platz 24. Allerdings kamen insgesamt 26 Läufer in den Zwischenlauf, da auch die besten Läufer aus dem langsameren zweiten Vorlauf den Zwischenlauf erreichten.